# Camisa

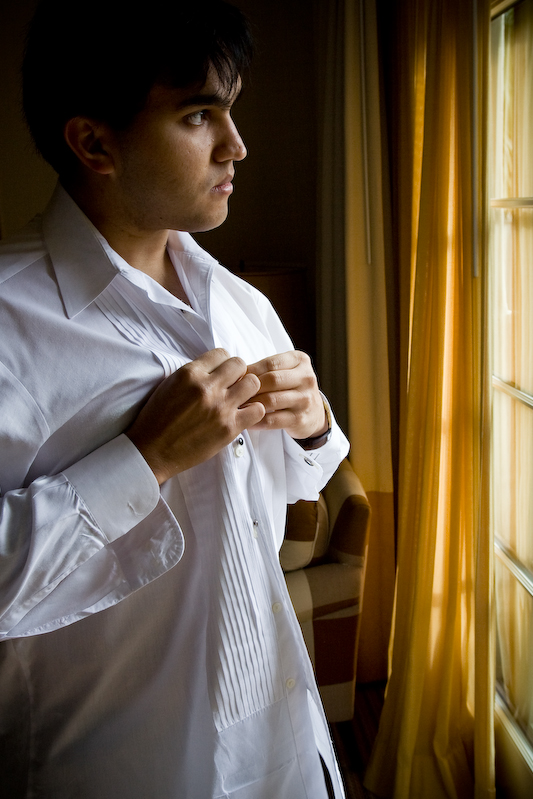
Hombre vistiendo una camisa plisada semi-formal

La camisa o blusa es una prenda de vestir tanto formal como informal de tela que cubre el torso y brazos, usualmente tiene mangas, cuello y botones en el frente. El término blusa se refiere a la camisa utilizada por mujeres, niños y también cuando se utiliza en distintas labores por hombres y mujeres.

## Etimología del términocamisa
La palabra "camisa" toma su nombre del latín tardío camisia.
El origen de la palabra "camisia" es controvertido; según el Etymologiarum libri XX, escrito por san Isidoro de Sevilla, proviene del hecho de que se usaba para dormir en la cama (en latín,  camis); pero según San Jerónimo, la palabra "camisia" tiene origen celta o germánico.

## Historia de la camisa
La camisa más antigua conservada, fue descubierta por el egiptólogo William Matthew Flinders Petrie, y es un tejido de lino en una tumba de la primera dinastía egipcia en la necrópolis de Tarkhan alrededor de 3000 a. C. La camisa tiene hombros y mangas de lino plisado, un pequeño fleco en el borde de la tela adorna el escote y la costura lateral.
El antepasado de la camisa es la túnica, una prenda con forma de T y corte recto que llevaban tanto hombres como mujeres junto a la piel como ropa interior. Los romanos usaban la toga o stola, la tunica exterior (túnica suelta con mangas cortas) y la tunica interior o subucula (túnica de lino más corta excepto para las mujeres con mangas, que apareció en el siglo XX, la forma de ceñirla varía según el sexo y el estatus social).

### La camisa en Egipto, Roma y la Edad Media
La historia de la camisa puede remontarse al 1500 a. C., cuando los egipcios, tanto hombres como mujeres, adoptaron el kalasiris, una pieza en forma de rectángulo de tejido de lino delgado con una abertura para introducir la cabeza. Durante el Imperio Romano a esa pieza de tela se le agregarán mangas y se denominará túnica manicata. En la Edad Media y hasta el siglo XIV la camisa fue una prenda interior de color blanco cuya función consiste en proteger la piel de otros tejidos exteriores más ásperos. Como se consideraba ropa interior carecía de botones para cerrarla y su misión era cubrir el cuerpo antes de colocar la casaca o la chompa.
Después de la Guerra de los Cien Años y de la epidemia de la Gran Peste, las nuevas técnicas de tejido y teñido, desarrolladas por la industria textil de Flandes que aprovechó su neutralidad durante esta guerra, respondieron al crecimiento demográfico, a las mejores condiciones de vida y al deseo de lujo de la aristocracia. En el siglo XV, a la camisa se le añadió un cuello y comenzó a convertirse en ropa masculina. Las camisas del siglo XVI, destacadas por los escotes cuadrados, muy abiertos o por el bajo de las mangas de la ropa, estaban confeccionadas con tejidos más finos (en particular, seda), decoradas con bordados (encaje, jabots a la altura del cuello y de los puños), cordón para apretar y atar el cuello), a veces son plisados y se cierran con botones.

#### Las camisas y su uso en la fabricación de papel
El uso generalizado de las camisas en el siglo XIV, permitió que hubiera suficiente trapo de camisas viejas para poder fabricar papel a precios económicos. La invención de la imprenta unido a la producción de papel a bajo precio, permitió que surgiera el libro como un producto de precio accesible, y no como una antigua curiosidad.

### La camisa en el Renacimiento
Será en el Renacimiento cuando la camisa generalice su uso. La moda italiana de la época ensanchó las mangas permitiendo que una parte de la misma asomara a la altura de los codos. Después los alemanes incorporarán las cuchilladas, moda originaria de Suiza que consiste en rasgar la superficie de las prendas exteriores dejando entrever lo que está debajo. En el siglo XVI se incorporará escotes cuadrados:

### Revolución francesa
Durante y después de la Revolución francesa, hacia fines del siglo XVIII, se produjo un cambio importante en la ropa masculina. Aparecen la limpieza de líneas, característica de la indumentaria inglesa, lo que implicará la pérdida de la ornamentación anterior. El glamur se desplaza a los complementos del pañuelo o corbata.

### Principios delsigloXIX

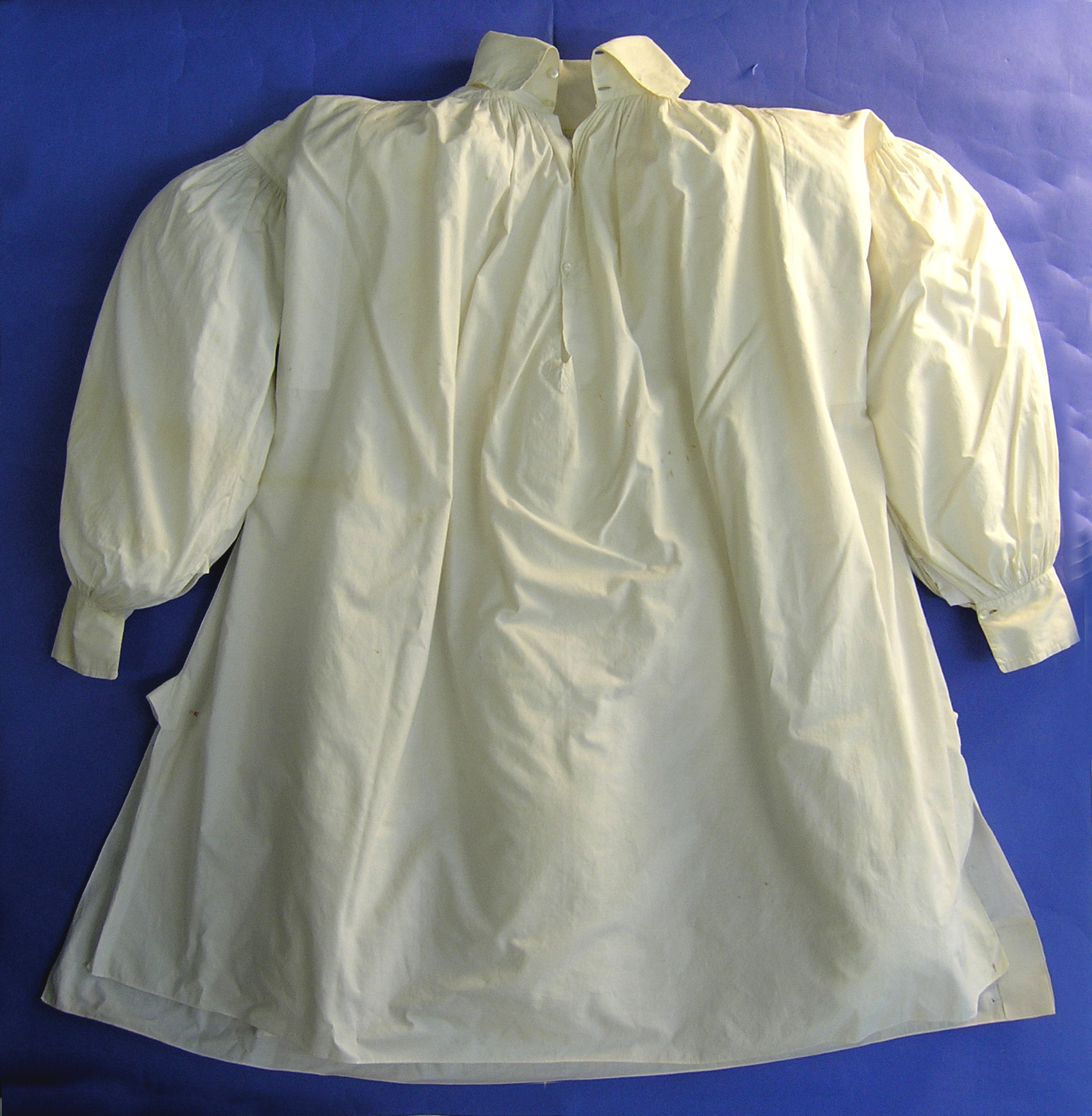
Camisa de mediados del

A medida que las prendas militares fueron acortándose hasta terminar en la actual chaqueta o americana y chaleco la camisa fue quedando al descubierto, con lo cual comenzó a existir la necesidad de rematarla en puños y cuellos con entidad. 
La camisa blanca, para muchas personas, era símbolo de aristocracia, porque eran los que solían mantenerlas limpias. A principios del siglo XXI, una camisa blanca sigue manteniendo para muchos un carácter de distinción; pero también es porque el blanco es un color neutro muy fácil de combinar con los distintos colores que puede aportar los trajes y sobre todos las corbatas.

### Siglos XIX a XXI - Industria textil de las camisas
La fabricación de camisas tuvo un gran auge a finales del siglo XIX en Estados Unidos, aprovechando la emigración que vino de Europa se trasladó el trabajo de costurera que tradicionalmente se desempeñaba en el hogar a los talleres y fábricas. La fabricación de la prenda, camisa o blusa, tuvo un crecimiento espectacular al sustituir a otras prendas de vestir más tradicionales. En el desarrollo de la industria textil se produjeron acontecimientos de gran relevancia: la Huelga en las fábricas de camisas de Nueva York en 1909 y el posterior Incendio en la fábrica Triangle Shirtwaist de Nueva York de 1911 que supondrán algunas mejores de las condiciones laborales y de seguridad de la industrial textil. 
En el año 2013, ya en el siglo XXI, se produjo el Colapso del edificio en Savar donde estaban instaladas numerosas fábricas de ropa que suministraban productos a numerosas empresas comerciales de todo el mundo.
En México la existencia de Maquiladoras ha permitido al país un desarrollo económico y la creación de empleo en el sector femenino pero a costa de penosas condiciones de trabajo —largos horarios y escasos sueldos—.

## Tipos de camisas
En principio, las primeras diferencias las marca su uso. Así, existen:
- Camisa formal: se caracteriza por su cuello alto y abierto hacia los lados.
- Camisa de cuello inglés: famosa por su corte formal y discreto que muestra sus puntas alargadas que pueden variar su tamaño.
- Camisa de cuello italiano: preferentemente, de pie más estrecho y con puntas más cortas, puede ser usada con o sin corbata.
- Camisa de cuello americano: con botones a sus extremos, fabricada para ser parte del uniforme de los deportistas pero que pronto pasó a ser de uso formal.

- Camisa informal: la pensada para ser lucida sola o bajo prendas deportivas y como tal no está pensada para lucir con corbata y suele tener botones en el cuello.
- Camisa unisex: aquella que se utiliza de igual modo tanto por hombres como por mujeres, sin importar el género. Por lo general, suelen ser prendas con un patrón un poco más holgado, para así adaptarse a muchos más cuerpos y siluetas.

## Tela

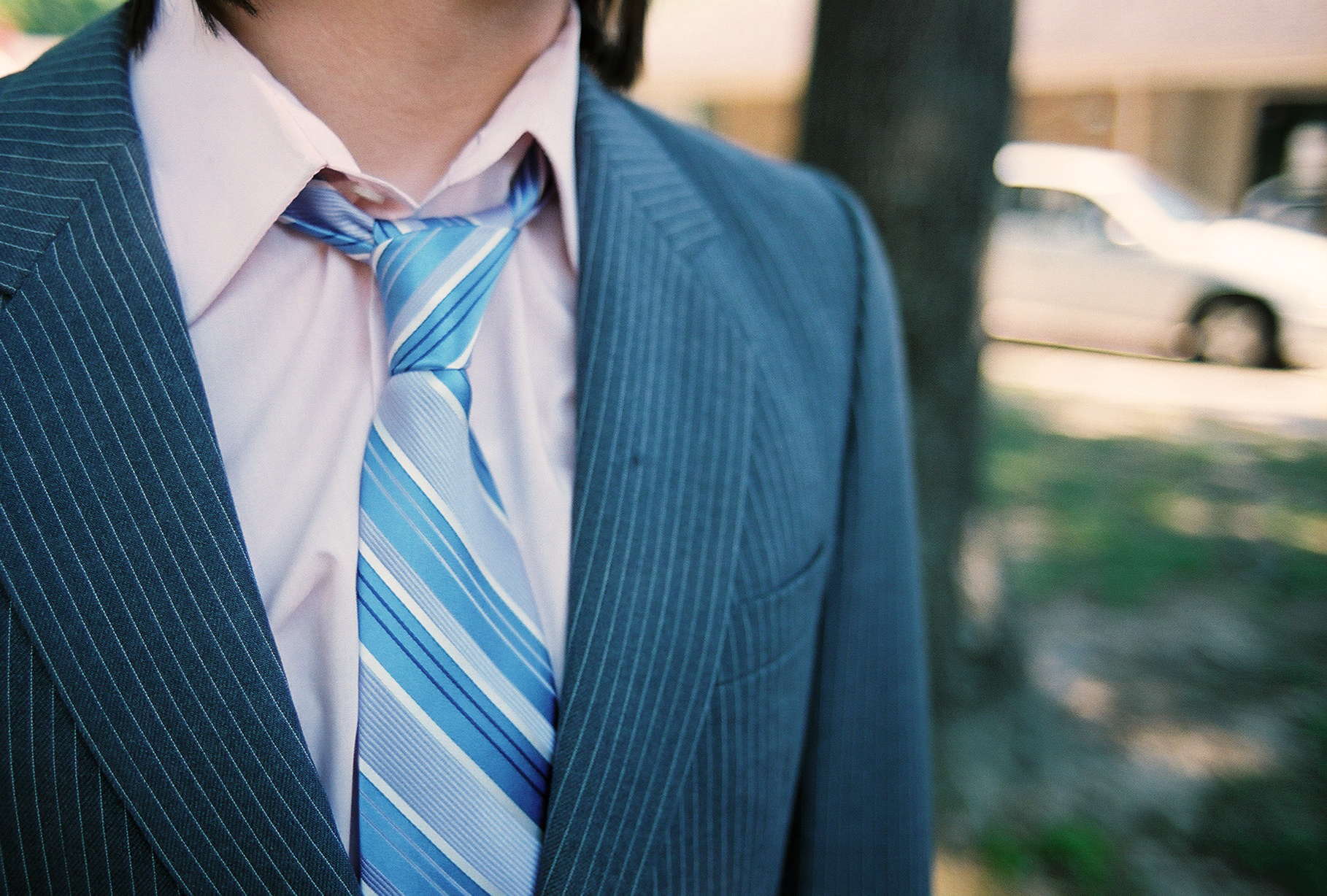
Una corbata azul, llevada sobre una camisa, y con chaqueta.

Una camisa se caracteriza ante todo por la tela con que está confeccionada. El algodón es el material más utilizado, seguido del lino, la seda y los materiales sintéticos, ya sean puros o mezclados con algodón. La calidad de la tela viene determinada por la calidad del hilo utilizado y su trama.
La finura de un hilo se expresa por su titulación: cuanto más alta es la titulación, más fino, raro y caro es el tejido. Las telas comunes suelen ser de 80 o 100, es fácil encontrar de 120 y algunos catálogos sugieren hasta 200. El hilo de algodón se compone de fibras de unos pocos centímetros, y el mejor hilo se compone de fibras extralargas (hasta 5 cm). Los nombres más conocidos son algodón egipcio y algodón de las Islas del Mar. En la camisería se utiliza el hilo de doble torsión, que se obtiene retorciendo dos hilos sencillos para mejorar sus cualidades mecánicas.
Se distinguen varias tipos de telas:
- Popelín: es la tela más utilizada para camisas;
- Fil à Fil: similar a la popelina, pero con dos hilos de distinto color;
- Oxford: más gruesa que la popelín, el grano del tejido es visible;
- Pinpoint: similar al Oxford, pero más fina;
- Sarga: estructura diagonal, más o menos visible;
- Chevron: similar a la Sarga, pero las diagonales se alternan.

## Partes de la camisa
Se utilizan muchos términos para describir y diferenciar los tipos de camisas (y las prendas de la parte superior del cuerpo en general) y su construcción. Las diferencias más pequeñas pueden tener importancia para un grupo cultural u ocupacional. Recientemente (a finales del siglo XX y principios del XXI) se ha hecho común el uso de las camisetas como forma de publicidad. Muchas de estas distinciones se aplican a otras prendas de la parte superior del cuerpo, como abrigos y jerseys.

### Hombros y brazos

#### Mangas
Las mangas de las camisas son la porción que cubre en su totalidad o en parte los hombros y el brazo. Las camisas pueden:
- no cubrir los hombros ni los brazos - un top tubo (que no llega más arriba de las axilas y se mantiene en su sitio gracias a su elasticidad)
- tener sólo tirantes, como los tirantes de espagueti
- cubre los hombros, pero sin mangas
- mangas sin hombros, cortas o largas, con o sin tirantes, que dejan al descubierto los hombros pero cubren el resto del brazo, desde el bíceps y el tríceps hasta al menos el codo
- tienen mangas cortas, que varían entre mangas casquillo (que cubren sólo el hombro y no llegan hasta debajo de la axila) y medias mangas (hasta el codo), y algunas tienen mangas de un cuarto de largo (que llegan hasta un punto que cubre la mitad de la zona del bíceps y el tríceps)
- mangas de tres cuartos (que llegan hasta un punto entre el codo y la muñeca)
- tienen mangas largas (que llegan hasta un punto situado entre la muñeca y un poco más allá de la muñeca)

#### Puños
Las camisas de manga larga pueden distinguirse además por los puños. Los puños son el sector inferior de la manga de unos 5 a 20 cm de largo que contiene la muñeca y extremo del antebrazo de la persona:
- sin botones;- un puño con tapeta cerrada
- botones (o cierres análogos, como snaps) - uno o varios. Un botón o par de botones alineados paralelamente al dobladillo del puño se considera un puño abotonado. Múltiples botones alineados perpendicularmente al dobladillo del puño, o paralelamente a la tapeta constituyen un puño de barril.
- Ojales diseñados para gemelos.
  - un puño francés, en el que la mitad final del puño se dobla sobre el propio puño y se abrocha con un gemelo. Este tipo de puño tiene cuatro botones y una tapeta corta.
  - más formalmente, un puño de eslabón - se abrocha como un puño francés, excepto que no se dobla, sino que se hace un dobladillo, en el borde de la manga.
- Diseños asimétricos, como los de un solo hombro, una sola manga o con mangas de diferentes longitudes.

### Dobladillo inferior
- colgando hasta la cintura
- dejando la zona del ombligo expuesta (mucho más común en mujeres que en hombres).
- cubriendo la entrepierna
- cubrir parte de las piernas (en esencia, se trata de un vestido; sin embargo, una prenda de vestir se percibe como una camisa (que se lleva con pantalones) o como un vestido (en la cultura occidental lo llevan principalmente las mujeres)).
- yendo al suelo (como una camisa de pijama)

### Cuerpo
- Abertura vertical en la parte delantera, hasta abajo, con botones o cremallera. Cuando se abrocha con botones, esta abertura suele denominarse placket front.
- Abertura similar, pero en la espalda.
- parte delantera izquierda y derecha no separables, que se ponen por encima de la cabeza; con respecto a la abertura superior de la parte delantera:
  - abertura permanente en forma de V en la parte superior de la parte delantera
  - sin abertura en la parte superior delantera
  - abertura vertical en la parte superior delantera con botones o cremallera
    - las camisas de los hombres suelen abotonarse a la derecha mientras que las de las mujeres suelen abotonarse a la izquierda.[16]

### Cuello
- con cuello "polo"
- con cuello redondo
- con cuello de pico pero sin cuello
- con cuello en pico
- con cuello abierto o de borla
- con collar
  - Cuello Windsor o cuello abierto - un cuello más elegante diseñado con una amplia distancia entre las puntas (el cuello abierto) para acomodar la corbata nudo Windsor. El cuello de negocios estándar.
  - Cuello con lengüetas: un cuello con dos pequeñas lengüetas de tela que se abrochan detrás de una corbata para mantener la extensión del cuello.
  - wing collar - más adecuado para la pajarita, a menudo sólo se usa para ocasiones muy formales.
  - Cuello recto - o cuello de punta, una versión del cuello windsor que se distingue por una extensión más estrecha para acomodar mejor el nudo cuatro en mano, el nudo pratt y el medio nudo windsor. Un cuello de vestir moderado.
  - cuello abotonado - Un cuello con botones que sujetan las puntas o puntas a una camisa. El más informal de los cuellos que se llevan con corbata.
  - cuello banda - Esencialmente la parte inferior de un cuello normal, utilizado por primera vez como cuello original al que se unía un collarín separado. Raramente visto en la moda moderna. También informal.
  - cuello de tortuga - Un cuello que cubre la mayor parte de la garganta.
- sin cuello
  -     - Cuello en V sin cuello - El escote sobresale por el pecho y hasta una punta, creando un escote con aspecto de "V".

### Otras características
- bolsillos' - cuántos (si los hay), dónde, y con respecto al cierre: sin cierre, sólo una solapa, o con botón o cremallera.
- con o sin capucha.

Algunas combinaciones no son aplicables, por ejemplo, una camiseta tubo no puede tener cuello.

## Uso político del término camisa

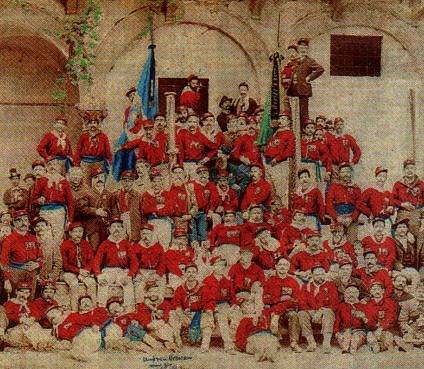
Los camisas rojas de Garibaldi

La exhibición de la camisa como uniforme paramilitar de un determinado color fue signo distintivo de los fascismos de los años 1920 y 1930, a partir de los:
- Camisas negras italianas (que a su vez tomaron la idea de los camisas rojas que impulsaron la Unificación Italiana a las órdenes de Garibaldi). Hubo blackshirts en Inglaterra y camisas negras en las SA nazis alemanas y en Finlandia.
- Camisas pardas (SA nazis en Alemania)
- Camisas azules (Canadá, China, España, Irlanda y Portugal)
- Camisas verdes (Brasil, Hungría, Rumanía)
- Camisas doradas (México)
- Camisas plateadas (Estados Unidos)

## Galería

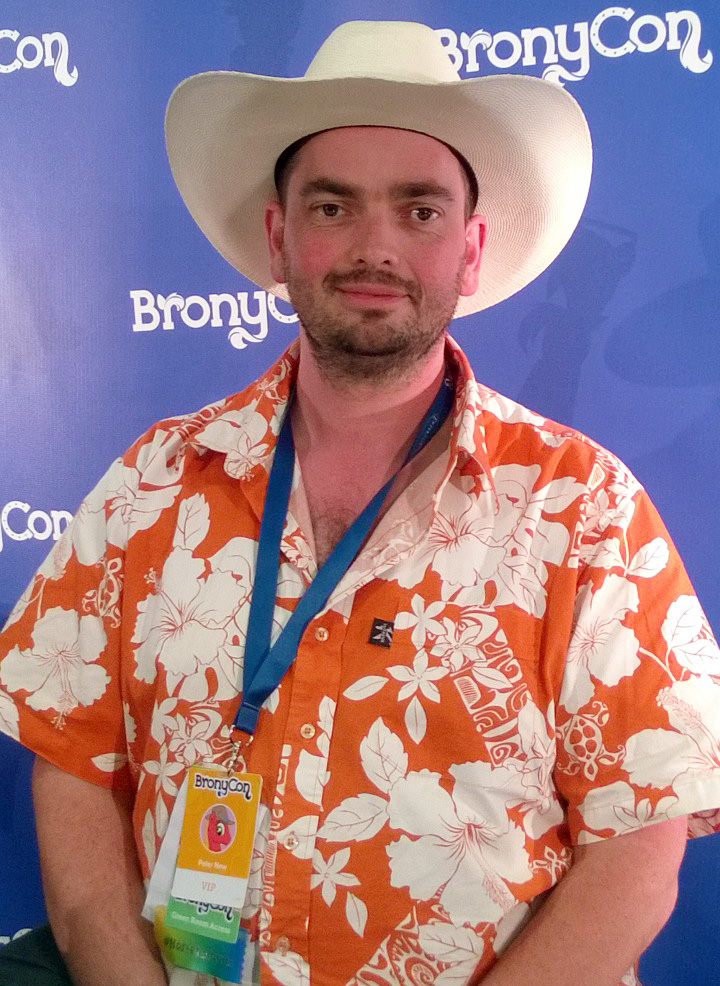
Camisa hawaiana
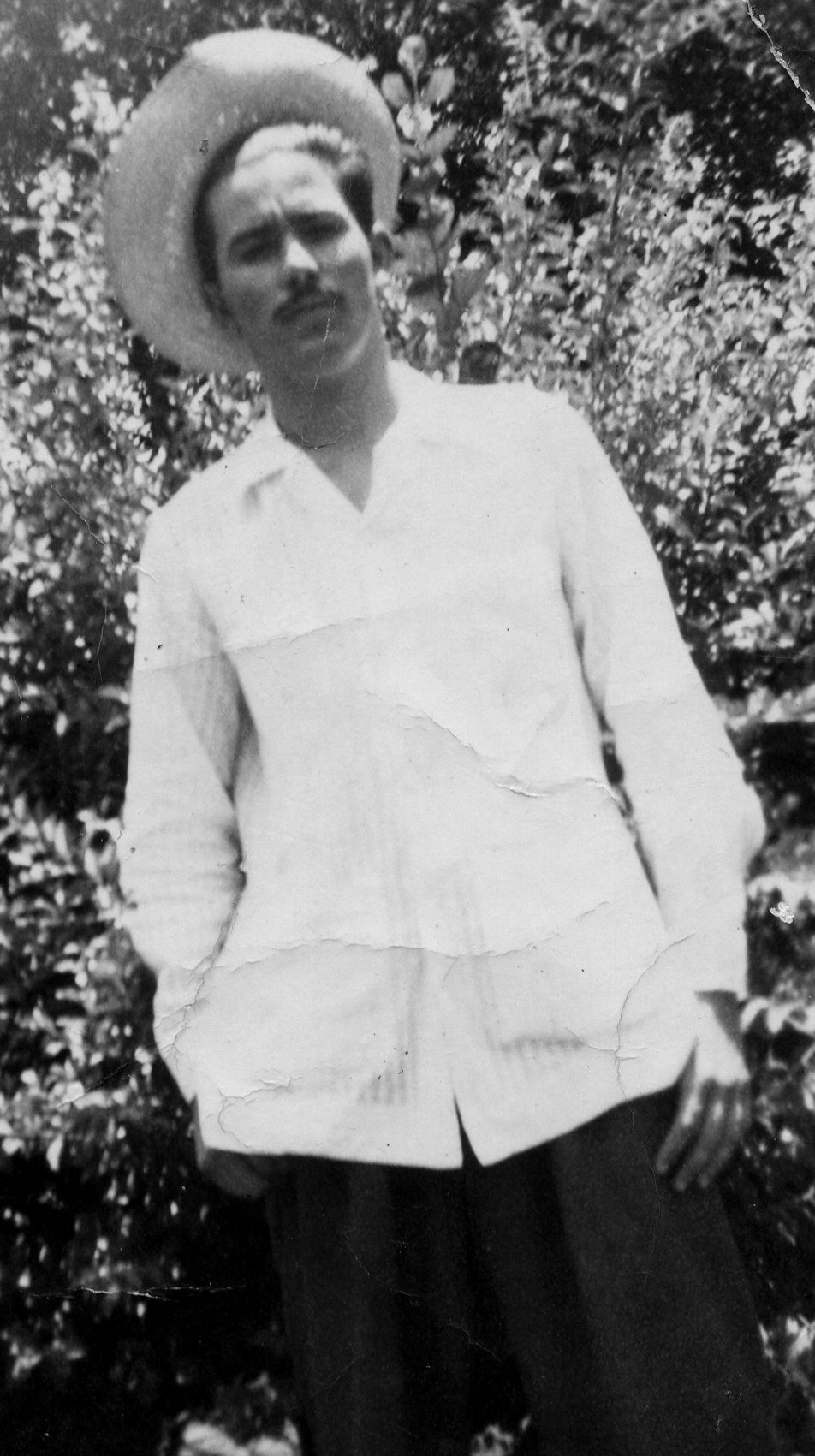
Guayabera
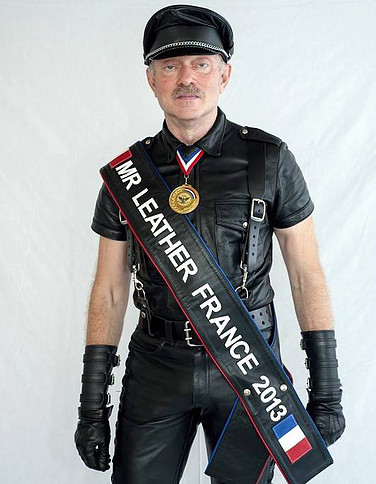
Camisa de cuero
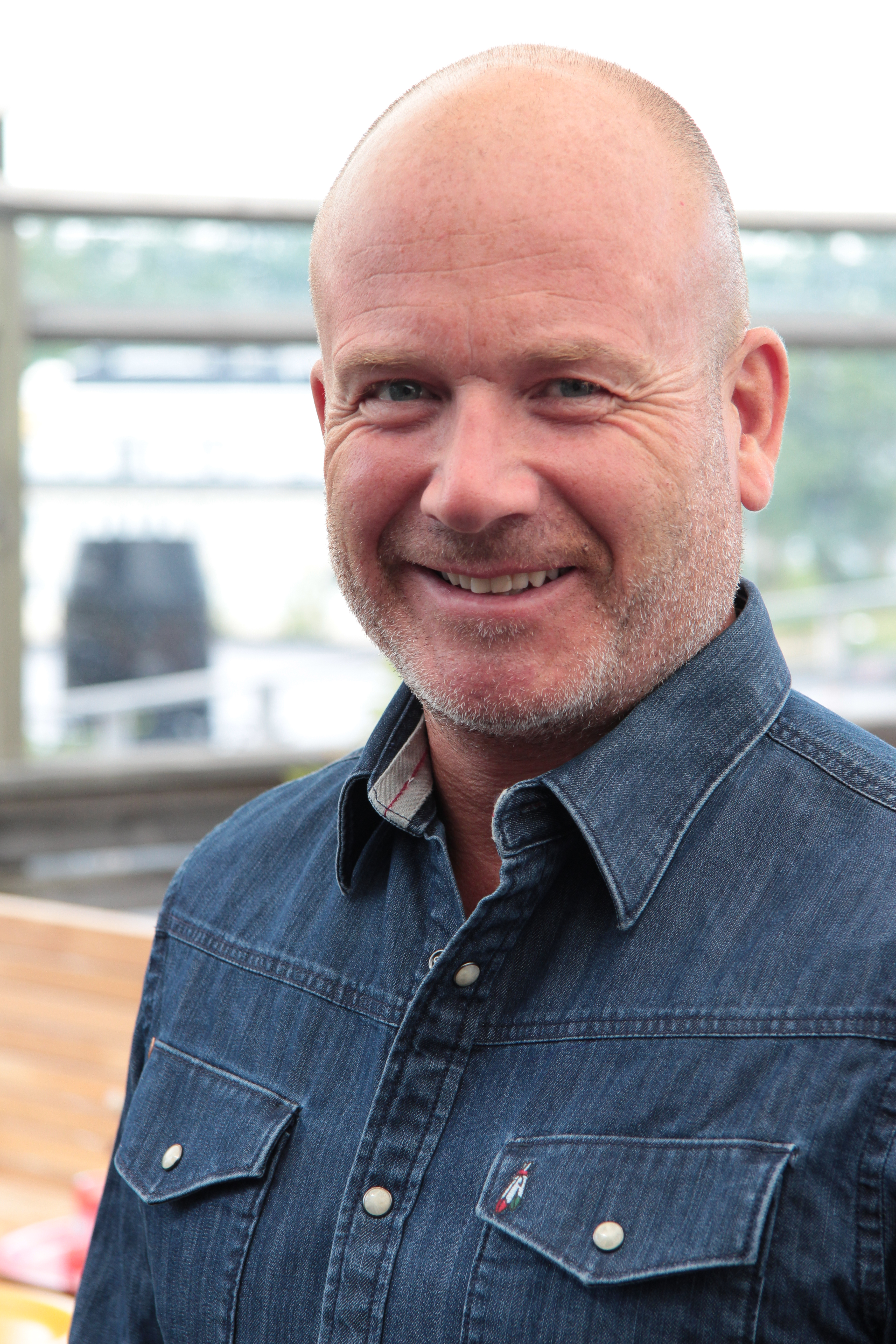
Camisa vaquera
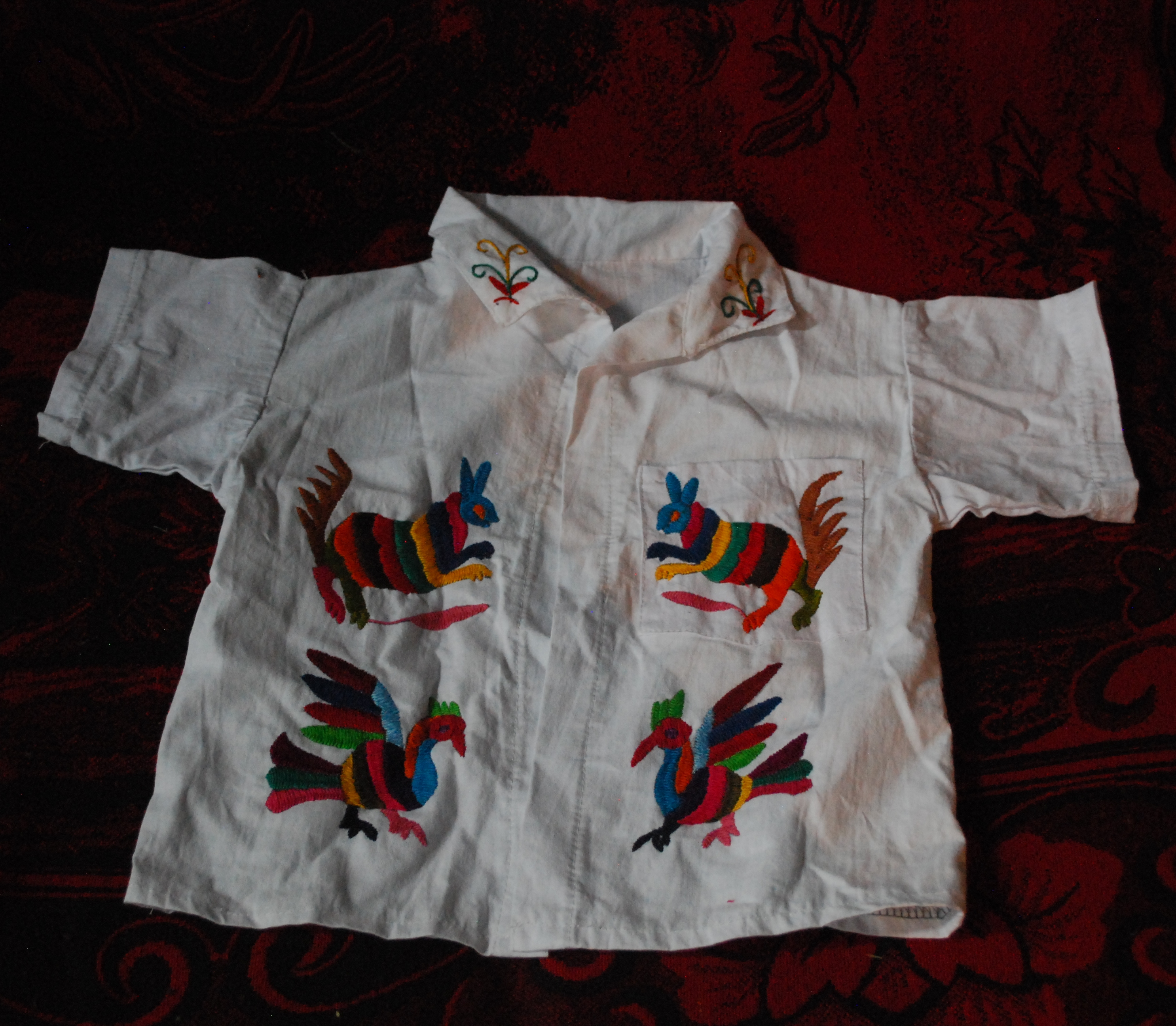
Camisa bordada